# Catedral de Santa Ana (Apt)
La catedral de Santa Ana o también basílica de Santa Ana (en francés: Cathédrale Sainte-Anne d'Apt ou Basilique Sainte-Anne) es un templo católico colocado en la Edad Media bajo el doble patrocinio de Nuestra Señora la Virgen María y San Castor, es la catedral de la antigua diócesis de Apt en Francia. Situada en la pequeña ciudad de Apt (Vaucluse), en el departamento de Vaucluse, es un monumento incluido en la lista de monumentos históricos desde 1846. Esta es una de las iglesias más antiguas de Occidente que rinde homenaje a Santa Ana, considerada la abuela de Cristo. Ya en el siglo XII, la fiesta se celebraba los 26 de julio. Su veneración se instauró definitivamente en el siglo XIV. Urbano V, desde 1370, la añadió en su Misal con una miniatura y extendió la devoción a toda la Iglesia, en 1382, en la boda de Ricardo II de Inglaterra con Ana de Bohemia. Finalmente Gregorio XII, por la bula del 1 de mayo de 1584 estableció su fiesta el 26 de julio.
Algunas de sus reliquias que la tradición dice que fueron traídas de Oriente por caballeros cruzados, todavía son reverenciadas. Y las que están en Bretaña, especialmente en la basílica de Sainte-Anne d'Auray, Italia o Canadá provienen de Apt. Su veneración en el siglo XVIII se había vuelto tan popular que la ciudad cambió su nombre. En algunos registros no aparece Apt sino "Sainte-Anne Apt".
Esta catedral (que lleva todavía canónicamente el título como asiento de una antigua diócesis) fue declarada  basílica menor en 1867 por el papa Pío IX y el de la "basílica del Príncipe de los Apóstoles" el 9 de diciembre de 1880 por el papa León XIII.

## Véase también

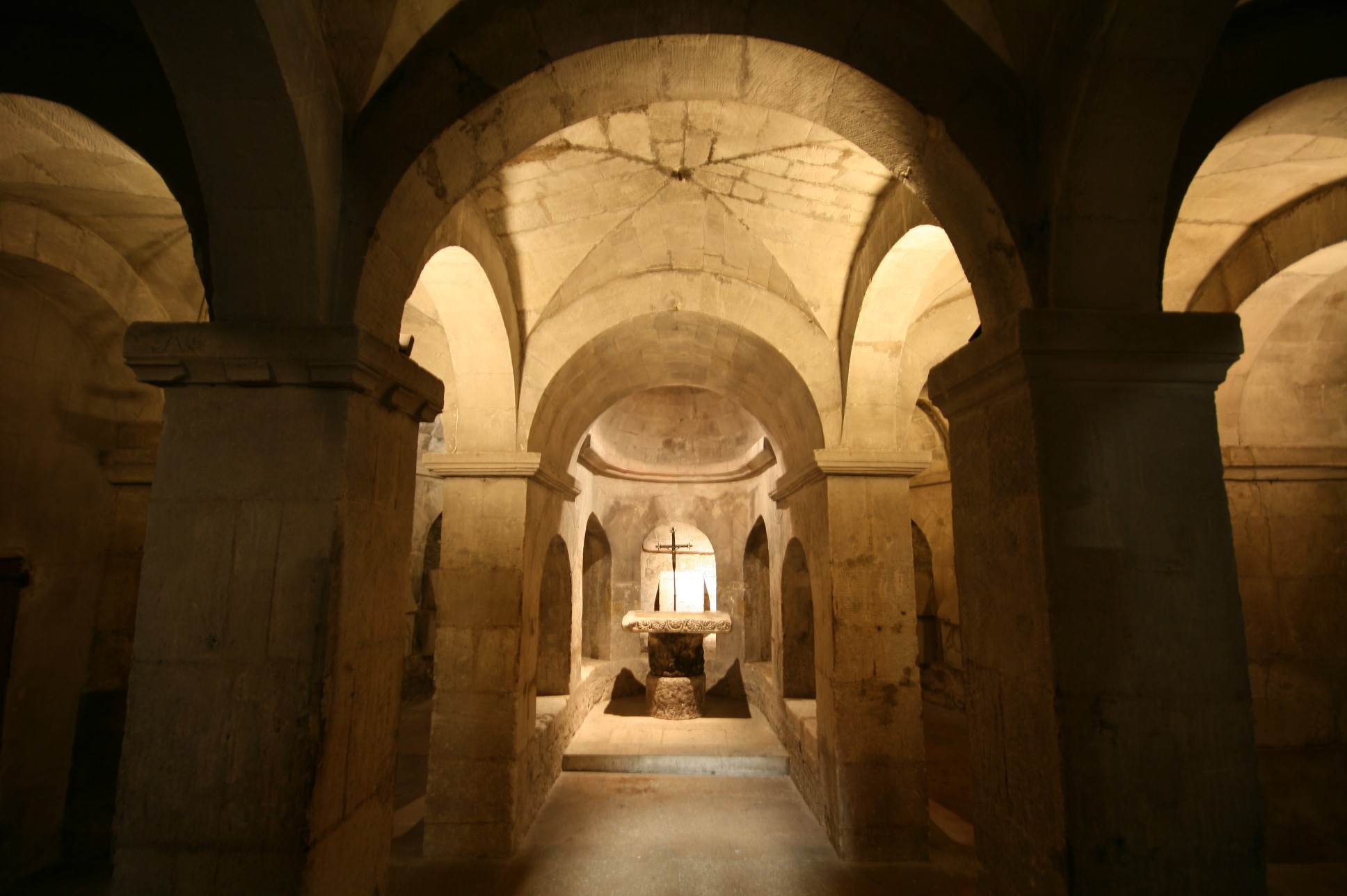
Vista de la cripta de la Catedral